# Port lotniczy Lesobeng
Port lotniczy Lesobeng (ang. Lesobeng Airport, IATA: LES, ICAO: FXLS) – port lotniczy zlokalizowany w miejscowości Lesobeng, w Lesotho.